# Stenotipia
La stenotipia indica un metodo di abbreviazione della scrittura eseguita con una macchina, comunemente chiamata macchina per stenografare. Essa esegue battute di uno o più tasti contemporaneamente. 
Il termine viene utilizzato anche per riferirsi ad un sistema (chiamato anche stenografia a macchina) adoperato per trascrivere rapidamente ciò che viene detto attraverso l'utilizzo di un apparecchio dotato di una speciale tastiera e con l'applicazione di alcuni sistemi (ne esistono svariati) tesi a limitare ed accelerare il numero di battute.

## Storia
La prima macchina per la stenotipia fu inventata in Francia nel 1827 da Benoît Gonod. Ma l'applicazione pratica di un apparecchio di questo tipo fu realizzata per la prima volta dal professore italiano Antonio Michela Zucco, che all'esposizione internazionale di Parigi del 1878 presentò la Macchina Michela (o Metodo Michela); che venne adoperata fin dal 1880 dal Senato del Regno (Italia), ed è tuttora regolarmente usata dal Senato della Repubblica italiano, in una forma perfezionata e soprattutto computerizzata. Nel 1830 Celestino Galli ideò il "potenografo", progetto di macchina stenografica mai realizzata su scala industriale; e perfezionamento esso stesso del "tacheografo" di Pietro Conti. Il progetto fu ripreso e perfezionato da Luigi Lamonica nel 1867 e da Isidoro Maggi nel 1871, ma sempre senza raggiungere un'applicazione pratica nell'industria.
Negli Stati Uniti d'America l'11 aprile 1876 John Zachos brevettò una macchina per stenotipia a New York. Nel 1885 George Kerr Anderson sviluppò una nuova macchina. In seguito Ward Stone Ireland, sulla macchina perfezionata di Anderson, introdusse una tastiera e un metodo che permise di raggiungere grandi velocità di scrittura con il minor numero di battute e nel 1910 ottenne il brevetto. Nel 1909 il francese Marc Grandjean brevettò una macchina per stenotipia, e creò la società "Sténotype Grandjean" per la sua commercializzazione.
Nel 1980 il professor Marcello Melani (Castelfranco di Sotto, Pisa, 22.11.1928-12.4.2012), studioso ed insegnante di stenografia e analisi informatica, ideò un metodo di stenotipia per la lingua italiana direttamente compatibile con l'elaborazione elettronica, il metodo Melani-Stenotype. Esso ebbe un grande successo; e negli anni novanta l'autore adattò il metodo alla lingua spagnola e portoghese.

## Utilizzo odierno
Oggi le moderne macchine per la stenotipia adoperano un sistema che consente di collegarle con il computer per l'elaborazione elettronica delle informazioni. Attualmente la stenotipia computerizzata è utilizzata nelle aule di giustizia, per servizi di sottotitolazione on-line e off-line, consigli di amministrazione, etc.